# John Blackburn (auteur)
Pour les articles homonymes, voir John Blackburn et Blackburn.
John Blackburn, né John Fenwick Blackburn le 26 juin 1923 à Corbridge dans le comté de Northumberland et mort à Richmond dans le comté de Surrey en 1993, est un écrivain anglais.

## Biographie
Il naît à Corbridge dans le comté de Northumberland en 1923. Il a pour frère le poète anglais Thomas Blackburn (en). Il suit les cours de l'Université de Durham, études qu'il interrompt pour être, durant la Seconde Guerre mondiale, radio-officier dans la marine marchande britannique. Il reprend ensuite ses études, sort diplômé en 1949, exerce deux années comme professeur, s'installe pendant un an à Berlin avant de retourner à Londres. Il prend la direction de la Red Lion Books jusqu'en 1959 puis devient écrivain à temps plein.
Auteur prolifique, il écrit de nombreux romans policiers et romans d'espionnages, souvent agrémentés d'éléments issu des genres du fantastique et de l'horreur. Deux de ses livres ont fait l'objet d'une adaptation au cinéma et à la télévision : Destiny of a Spy réalisé par Boris Sagal en 1969 et Nothing But the Night réalisé par Peter Sasdy en 1973, avec Peter Cushing, Diana Dors et Christopher Lee.
En 1964, il est admis au sein du Detection Club.
Il décède dans le quartier de Richmond à Londres en 1993. En France, il fut traduit à quatre reprises dans la collection L'Aventure criminelle et une fois dans la collection Un mystère au cours des années 1960. Depuis 2013, l'auteur est à nouveau réédité par la maison d'éditions Valancourt Books (en).

## Œuvre
- A Scent of New-Mown Hay ou The Reluctant Spy (1958) Publié en français sous le titre Une odeur de foin coupé, traduction de Jacques Brécard, Paris, Fayard, L'Aventure criminelle no 170, 1964.
- A Sour Apple Tree (1958)
- Broken Boy (1959) Publié en français sous le titre Les Maléfiques, traduction d'Alain Dorémieuse, Paris, Presses de la Cité, Un mystère no 677, 1963.
- Blue Octavo ou Bound to Kill (1963) Publié en français sous le titre Tout est dans le livre, traduction de Jeanne Fournier-Pargoire, Paris, Fayard, L'Aventure criminelle no 164, 1963.
- Colonel Bogus ou Packed for Murder (1964) Publié en français sous le titre Le Colonel Mystère, traduction de Jacques Brécard, Paris, Fayard, L'Aventure criminelle no 170, 1964.
- The Winds of Midnight ou Murder at Midnight (1964)
- A Ring of Roses (1965)
- Children of the Night (1966)
- The Flame and the Wind (1967)
- The Gaunt Woman (1967) Publié en français sous le titre Six morts par erreur, traduction de Jacques Brécard, Paris, Fayard, L'Aventure criminelle no 176, 1964.
- Nothing But the Night (1968)
- The Young Man from Lima (1968)
- Bury Him Darkly (1969)
- Blow the House Down (1970)
- The Household Traitors (1971)
- For Fear of Little Men (1972)
- Devil Daddy (1972)
- Our Lady of Pain (1974)
- Mister Brown's Bodies (1975)
- The Face of the Lion (1976)
- The Cyclops Goblet (1977)
- Dead Man's Handle (1978)
- The Sins of the Father (1979)
- A Beastly Business (1982)
- A Book of the Dead (1984)
- The Bad Penny (1985)

## Adaptation

### Au cinéma ou à la télévision
- 1969 : Destiny of a Spy, téléfilm américain réalisé par Boris Sagal d’après le roman The Gaunt Woman, avec Lorne Greene, Anthony Quayle et Rachel Roberts.
- 1973 : Nothing But the Night, film américain réalisé par Peter Sasdy d’après le roman éponyme, avec Christopher Lee, Peter Cushing et Diana Dors.

## Prix et nomination

### Nomination
- Gold Dagger Award 1965 pour A Ring of Roses[1]

## Source
- Robert Reginald, Douglas Menville et Mary A. Burgess, Science fiction and fantasy litterature, Wildside Press LLC, 2010, p. 819.